# Hermann Leopoldi
Hermann Leopoldi, nato Hersch Kohn (Vienna, 15 agosto 1888 – Vienna, 28 giugno 1959), è stato un compositore e cabarettista austriaco, sopravvissuto al campo di concentramento di Buchenwald.
Einzi Stolz, moglie del compositore Robert Stolz, lo ricordò così:
"Leopoldi era per tutti noi una specie di creatura di un altro pianeta. Con la sua salvezza, che rasentava il miracolo, era sopravvissuto agli orrori dei campi di concentramento di Buchenwald e Dachau. Ha mantenuto la sua fede nel lato buono dell'umanità ed è rimasto un ottimista, che ha dato coraggio e fiducia a molti nei momenti di difficoltà."

## Biografia
Hermann Leopoldi nacque a Vienna e fu avviato al pianoforte da suo padre, un musicista di nome Leopoldo Leopoldi (nato Kohn: la famiglia cambiò ufficialmente il cognome in Leopoldi nel 1911) che fu anche il procacciatore dei suoi primi impieghi come accompagnatore e pianista da bar. Si sposò nel 1911 e prestò servizio nella prima guerra mondiale, facendosi un nome come intrattenitore fra i commilitoni. La sua prima apparizione importante fu nel cabaret viennese Ronacher nel 1916. Nel 1922 lui e suo fratello erano abbastanza conosciuti da aprire il loro cabaret: il Kabarett Leopoldi-Wiesenthal, che si costruì una reputazione come centro di ritrovo per artisti più tardi celebrati come Hans Moser, Szöke Szakall, Max Hansen, Fritz Grünbaum, Karl Valentin, Raoul Aslan e Otto Tressler. Dopo la sua chiusura nel 1925 Leopoldi compì diverse tournée, esibendosi a Berlino, Parigi, Budapest, Bucarest, Praga e in Svizzera, oltre a Vienna.
Leopoldi fu autore della musica per alcune delle più famose Wienerlieder (canzoni su Vienna), avvalendosi fra gli altri di Peter Herz e Fritz Löhner-Beda come parolieri. In seguito all'arrivo dei nazisti in Austria l'11 marzo 1938 - con il conseguente Anschluss - Leopoldi e sua moglie tentarono di fuggire da Vienna in treno ma il confine con la Cecoslovacchia era già stato chiuso. Il 26 aprile 1938 Leopoldi, che pianificava di rifugiarsi negli Stati Uniti, fu arrestato e deportato prima a Dachau e poi a Buchenwald.
A Buchenwald eseguì le sue canzoni per gli altri prigionieri e, soprattutto, aderendo (seppur indirettamente) a un "concorso" promosso dal comandante del campo, compose il Buchenwaldlied ("canzone di Buchenwald") su parole di Fritz Löhner-Beda. Inserita fra le partecipanti da un Kapo non ebreo, la canzone fu scelta come vincitrice, sebbene il premio promesso non sia mai stato distribuito. Nonostante il tono e il contenuto ottimistici stridessero con gli orrori del lager, o forse in virtù di questo, la canzone divenne rapidamente popolare tra il personale del campo e tra i prigionieri. Anni dopo Leopoldi ricordò che
'' [...] piacque intensamente a Rödl [il comandante del campo]; nella sua stupidità non vedeva quanto fosse veramente rivoluzionaria la canzone. Da quel giorno in poi abbiamo dovuto cantare quella marcia mattina, mezzogiorno e sera. Gli piaceva ballare al ritmo della melodia, mentre la musica del campo suonava da un lato, e dall'altro lato le persone venivano frustate. [...] Attraverso la nostra colonia di lavoro la canzone fu portata nei villaggi circostanti, e presto fu conosciuta in tutta la terra.''
Nel frattempo la moglie era riuscita a riparare negli Stati Uniti, da dove aveva “comprato” la libertà di Leopoldi con una grossa tangente. L'artista riuscì dunque ad approdare a New York City dove venne accolto dai giornalisti: le fotografie di lui che bacia il suolo americano all'arrivo hanno fatto il giro del mondo. Fatto raro tra gli artisti di cabaret emigrati, Leopoldi riuscì ad avviare rapidamente una carriera di successo anche a New York, eseguendo versioni in lingua tedesca e inglese delle sue Wienerlieder e gestendo anche un caffè musicale chiamato Lanterna Viennese. Questo caffè, popolare tra gli americani ma rivolto soprattutto alla comunità di artisti fuggiti dal regime nazista, era nelle parole di Einzi Stolz (moglie del compositore austriaco Robert Stolz) "un'oasi dell'autentica Vienna nel centro di New York, dove per qualche ora potevi sognare una Vienna così lontana e irraggiungibile, eppure così viva nel tuo cuore”.
Leopoldi e la sua nuova compagna Helly Möslein tornarono a Vienna nel 1947, dove egli riprese la carriera interrotta nel 1938, esibendosi e spostandosi per tutta la Germania, l'Austria e la Svizzera del dopoguerra. Come segno di stima per l'impatto trasformativo che ebbe sulla ripresa dell'Austria, nel 1958 Leopoldi fu insignito della Decorazione d'Onore per i Servizi alla Repubblica d'Austria. Morì a Vienna per un attacco di cuore nel giugno 1959, all'età di 71 anni.
Nel giugno 1984 gli è stato dedicato un parco a Meidling, un quartiere viennese.

## Composizioni
Ha scritto centinaia di canzoni incluse
- Sono un bevitore tranquillo
- A Little Café Down the Street, o In einem kleinen Café a Hernals (parole: Peter Herz)
- Schnucki, ach Schnucki (parole: Rudolf Skutajan)
- Schön ist so ein Ringelspiel (parole: Peter Herz)
- Powidltatschkerln (parole: Rudolf Skutajan)